# Bolinus brandaris
Il murice spinoso (Bolinus brandaris, Linnaeus, 1758), localmente chiamato anche boccone (in Sardegna), murice comune, ragusa, garusolo, scongillio, muccuna (bocconi di mare, appellativo dato a Palermo), quecci o queccioli nelle zone di Taranto, bollo, spungilla o spungello sulla costa ionica cosentina, caparrone (Vasto), è un mollusco gasteropode appartenente alla famiglia dei Muricidae.

## Descrizione

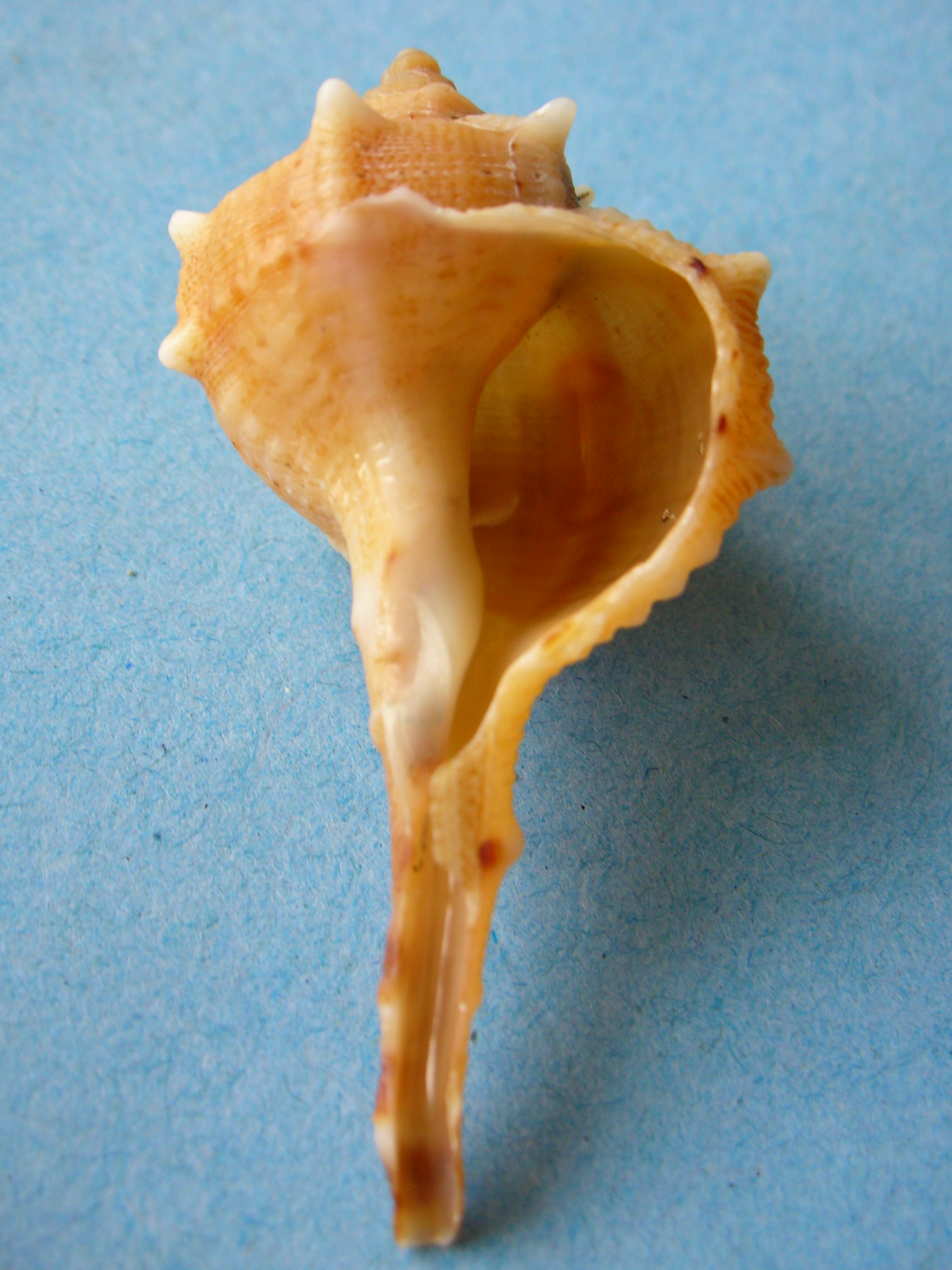

La conchiglia è di circa 6–8 cm, munita di prolungamenti spinosi, dalla forma rigonfia allungata in una estremità del sifone, che invece è lungo e dritto.
La superficie esterna è rugosa e percorsa da numerosi cordoncini spirali irregolari. La colorazione esterna varia dal giallo al bruno. Lo stoma è ovale, dentellato sul margine esterno, dal giallo all'arancio.

## Distribuzione e habitat
È una specie comune su fondali sabbiosi, fino ad un massimo di 100 m.

## Biologia
Questa specie è predatrice necrofaga.

### Riproduzione
Durante il periodo riproduttivo (giugno-luglio) non è raro osservare gruppi numerosi con esemplari di sesso differente che si accoppiano. Gli individui di questa specie sono ermafroditi proterandri, ovvero prima sono maschi e poi, all'occorrenza, diventano femmine.  Le uova vengono deposte sulle rocce delle scogliere organizzate in una massa biancastra più o meno gelatinosa.

## Storia
Dal mollusco si ricava la porpora reale, secreta da una ghiandola, dal colore violaceo, usata nella colorazione delle stoffe. Da ogni mollusco si può estrarre solo una goccia, il che la rende molto costosa, come è confermato anche dalle testimonianze scritte: basti pensare all'Iliade, secondo la quale solo le principesse potevano indossare i veli di porpora. La pesca del murice era talmente pregiata da spingere i Fenici ben al di là delle Colonne d'Ercole, facendoli arrivare fino alle Canarie. In un primo tempo il centro di smistamento della porpora fu Tiro, ma dopo il suo declino il luogo di produzione più importante divenne Cartagine. Proprio da qui raggiunse Roma, dove la porpora divenne uno dei simboli della magnificenza imperiale.
In Italia, i centri di produzione della porpora in età greca e romana furono Ancona, Aquino, Otranto, Pozzuoli, Taranto, Siracusa.
(Silio Italico, Le guerre puniche, VIII, 436-437.)
Come testimonia Silio Italico nel brano riportato sopra, ad Ancona era attiva un'industria della porpora che poteva competere con quelle famose di Sidone e della Libia. La porpora di Taranto era molto nota in età romana, come confermano numerosi autori: 
(Orazio, Epistolae, II, 1, 207)
(Floro, Epitome di Tito Livio, I, 13, 27)

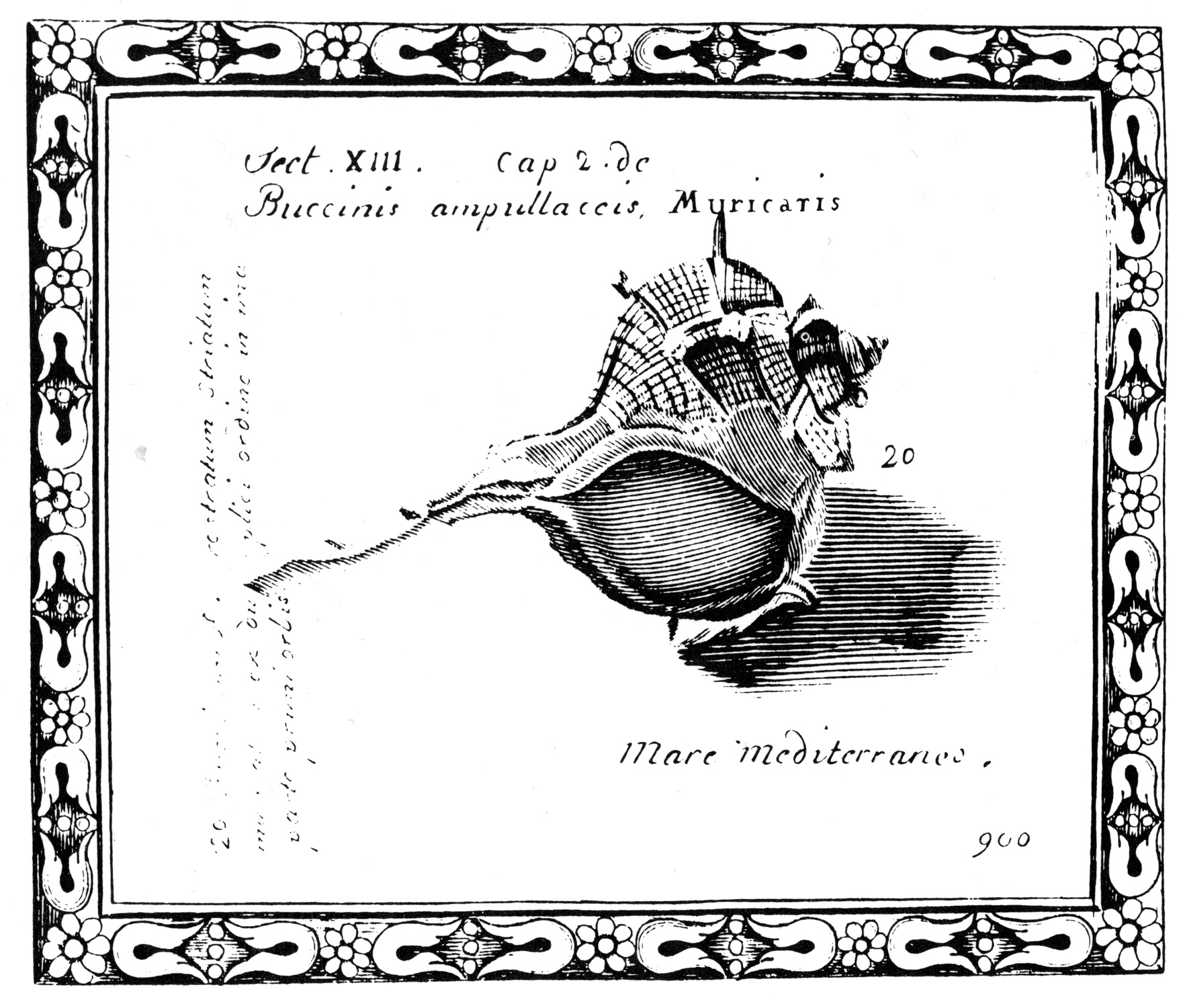
Illustrazione da Historiae Conchyliorum (1685-1692) di Martin Lister

Una testimonianza ci viene da Plinio il Vecchio che prova a dare una compiuta descrizione della conchiglia.
Tyri praecipuus hic Asiae: in Meninge, Africae, et Gaetulo litore oceani: in Laconica Europae. Huic fasces securesque Romanae viam faciunt: idemque pro majestate pueritiae est. Distinguit ab equite curiam: diis advocatur placandis; omneque vestem illuminat: in triumphali miscetur auro. Quapropter excusata et purpurae sit insania. Sed unde conchyliis pretia , queis virus grave in fuco, color austerus in glauco, et irascenti simili mari?
Lingua purpurae longitudine digitali, qua pascitur perforando reliqua conchylia: tanto duritia aculeo est. Atque dulcedine necantur , et sicubi flumini immerguntur: alioqui captae, diebus quinquagenis vivunt saliva sua. Conchae omnes celerrime crescunt, praecipuae purpurae: anno magnitudinem implent.
Quod si hactenus transcurrat expositio, fraudatam profecto se luxuria credat, nosque indiligentiiae damnet. Quamobrem persequemur etiam officinas: ut tamquam in vita frugum noscitur ratio, sic omnes, qui istis gaudent, praemia vitae suae calleant. Conchar um ad purpuras et conchylia (eadem enim est materia, sed distat temperamento), duo sunt genera. Buccinum minor concha, ad similitudinem ejus qua buccini sonus editur: unde et causa nomini, rotunditate oris in margine incisa. Alterum purpura vocatur, cuniculatim procurrente rostro, et cuniculi latere introrsus tubulato, qua proferatur lingua. Praeterea clavatum est ad turbinem usque, aculeis in orbem septenis fere, qui non sint buccino: sed utrisque orbes totidem, quot habeant annos. Buccinum nonnisi petris adhaeret, circaque scopulos legitur.
Purpurae, nomine alio pelagiae vocantur. Earum genera plura, pabulo et solo discreta. Lutense putri limo, et algense enutritum alga , vilissimum utrumque: melius taeniense, in taeniis maris collectum: hoc quoque tamen etiamnum levius atque diutius: calculense appellatur a calculo mari, mire apto conchyliis et longe opitme purpuris: dialutense, id est, vario soli genere pastum. Capiuntur autem purpurae parvulis rarisque textu veluti nassis in alto jactis. Inest iis esca, clusiles mordacesque conchae, ceu mitulos videmus: hac semineces, sed redditas mari, avido hiato reviviscentes appetunt purpurae, porrectisque linguis infestant: at illae aculeo extimulatae claudunt sese, comprimuntque mordentia: ita pendentes aviditate sua purpurae tolluntur.»
Il migliore dell'Asia è quello di Tiro; di Gerba quello dell'Africa, e sulla spiaggia del mare di Getulia; in Laconia quello d'Europa. Di questo sono ornati i fasci e le scuri Romane, e sempre questo dà maestà alla giovinezza. Distingue il senatore dal cavaliere; è utilizzato per placare gli dei, e fa risplendere ogni veste: nei trionfi è mescolato all'oro. Per questo sia scusata la follia della porpora. Ma da dove provengono i prezzi delle conchiglie, che hanno cattivo odore nel sugo, un colore grigiastro austero e simile al mare in tempesta?
La lingua della porpora è lunga quanto un dito e con essa si nutre forando le altre conchiglie: tanta è la durezza dell'aculeo. E si uccidono con l'acqua dolce, e perciò si immergono in un fiume: altrimenti una volta prese, vivono cinquanta giorni con la loro saliva. Tutte le conchiglie crescono molto rapidamente, e specialmente le porpore: raggiungono le loro dimensioni in un anno.
Vi sono due tipi di conchiglie che producono il colore detto porpora e quello detto conchilio (la materia è la stessa, ma diversa la combinazione). La conchiglia più piccola è il buccino, così detta per la sua somiglianza alla tromba, con cui si suona: e da qui l'origine del nome, per la rotondità della bocca, incisa nel margine. L'altra è chiamata porpora, ha un rostro sporgente a forma di cunicolo e un'apertura laterale. In più ha spine simili a chiodi fino all'apice della spira, con circa sette aculei per giro, che non ci sono invece nel buccino: ma entrambi hanno tanti giri quanti sono i loro anni. Il buccino aderisce ad alcune pietre e si raccoglie fra gli scogli.
Le porpore vengono chiamate anche pelagie. Ce ne sono molti tipi, che si diversificano per l'alimentazione e per il substrato dove si trovano. La lutense si nutre di fango mentre la algense di alghe, entrambe sono di scarsissimo valore: migliore è la teniense, che si raccoglie negli scogli; ma anche questa è troppo leggera e liquida; la calcolense prende il nome dai sassi del mare, incredibilmente adatta alle conchiglie in genere e soprattutto per le porpore; la dialutense si chiama così perché si nutre in substrati di vario genere. Le porpore si prendono con strumenti simili a nasse, piccoli e con maglie larghe, gettati in profondità. Essi contengono come esca delle conchiglie chiuse e robuste, come i mitili: queste, mezze morte, ma ritornate in mare, rivivono aprendosi rapidamente e richiamano le porpore, che le penetrano con le loro lingue distese; ma quelle, stimolate dall'aculeo, si chiudono e stringono le lingue: così le porpore vengono tenute penzolanti per la loro avidità.»
(Gaio Plinio Secondo, Naturalis Historia, IX, 60-61)